# Roland Bauerschmidt
Roland Bauerschmidt est un mathématicien et professeur d'université qui travaille dans les domaines de théorie des probabilités et de l'analyse et étudie principalement leur application en mécanique statistique.

## Biographie
Après avoir obtenu un baccalauréat et un master en physique à l'École polytechnique fédérale de Zurich, Bauerschmidt obtient son doctorat à l'Université de la Colombie-Britannique en 2013 (Decomposition of free fields and structural stability of dynamical systems for renormalization group analysis)) sous la direction conjointe de David Brydges et Gordon Slade.
Bauerschmidt est chercheur postdoctoral à l'Université Harvard et à l’Institute for Advanced Study ; puis, en septembre 2016, il devient professeur de probabilités à l’Université de Cambridge. Depuis septembre 2023, Bauerschmidt est professeur au Courant Institute of Mathematical Sciences de l'Université de New York. 

## Recherches
Les recherches de Bauerschmidt portent principalement sur les systèmes de spin, les transitions de phase, la renormalisation, la dynamique stochastique, les applications de la supersymétrie en théorie des probabilités et les matrices aléatoires.  

## Distinctions et récompenses
- Prix Rollo-Davidson 2020, Université de Cambridge
- Conférencier invité, cvec Tyler Helmuth au Congrès international des mathématiciens en 2022 (Spin systems with hyperbolic symmetry: a survey).
- Breakthrough Prize in Mathematics 2024 ( Pour des contributions exceptionnelles à la théorie des probabilités et au développement de techniques de groupe de renormalisation. )

## Publications (sélection)
- (en) Decomposition of free fields and structural stability of dynamical systems for renormalization group analysis - UBC Library Open Collections, 2013 (DOI 10.14288/1.0074097, lire en ligne) — Thèse
- avec  Hugo Duminil-Copin, Jesse Goodman, Gordon Slade, Probability and statistical physics in two and more dimensions: proceedings of the Clay mathematics institute summer school and XIV brazilian school of probability, Búzios, Brazil, July 11-August 7, 2010, American mathematical society, coll. « Clay mathematics proceedings », 2012 (ISBN 978-0-8218-6863-8)

- Roland Bauerschmidt, David C. Brydges et Gordon Slade, Introduction to a Renormalisation Group Method, Springer Singapore, coll. « Lecture Notes in Mathematics » (no 2242), 2019, 283 p. (ISBN 978-981-329-591-9)

- Roland Bauerschmidt, Antti Knowles et Horng-Tzer Yau, « Local Semicircle Law for Random Regular Graphs », Communications on Pure and Applied Mathematics, vol. 70, no 10,‎ 2017, p. 1898–1960 (DOI 10.1002/cpa.21709, lire en ligne, consulté le 20 décembre 2024)

- Roland Bauerschmidt, Jiaoyang Huang et Horng-Tzer Yau, « Local Kesten–McKay Law for Random Regular Graphs », Communications in Mathematical Physics, vol. 369, no 2,‎ 1er juillet 2019, p. 523–636 (DOI 10.1007/s00220-019-03345-3, zbMATH 1414.05260, lire en ligne)

- Roland Bauerschmidt et Christian Webb, « The Coleman correspondence at the free fermion point », Journal of the European Mathematical Society, vol. 26, no 9,‎ 31 mai 2023, p. 3137–3241 (DOI 10.4171/jems/1329, lire en ligne, consulté le 21 décembre 2024)